# Antioch, Kalifornien
Antioch är en stad i Contra Costa County, Kalifornien, USA. År 2000 hade staden 90 532 invånare.